# Nullstellenmenge
Eine Nullstellenmenge ist eine Teilmenge des Definitionsbereiches einer Funktion und enthält alle Argumente, die auf die Null abgebildet werden. Nullstellenmengen finden sich in vielen Teilbereichen der Mathematik. So ist die Bestimmung der Nullstellenmenge einer Funktion sowohl Teil der Schulmathematik als auch Teil der Riemannschen Vermutung und damit eines der Millennium-Probleme.

## Definition
Gegeben sei eine Funktion {\displaystyle f\colon D\to Z} mit Definitionsbereich {\displaystyle D} und Zielmenge {\displaystyle Z}, wobei {\displaystyle 0\in Z} ein speziell ausgezeichnetes Nullelement sei. Dann heißt die Menge
{\displaystyle N=\{x\in D\mid f(x)=0\}}
die Nullstellenmenge der Funktion {\displaystyle f}.

## Bemerkungen
- Die Nullstellenmenge enthält alle Nullstellen der Funktion und ist somit genau die Niveaumenge der Funktion zum Wert {\displaystyle 0}.
- Wegen {\displaystyle N=f^{-1}(\{0\})} handelt es sich bei der Nullstellenmenge von {\displaystyle f} um einen Wert der zu {\displaystyle f} gehörenden Urbildfunktion. Weil deren Argument {\displaystyle \{0\}} hier einelementig ist, handelt es sich bei {\displaystyle N} um die Faser von {\displaystyle f} über {\displaystyle 0}.
- Die Zielmenge muss mindestens die Struktur eines Magmas mit Eins, also einer Menge mit einer zweistelligen Verknüpfung und einem neutralen Element {\displaystyle 0}, besitzen. Beispiele für solche Strukturen sind Gruppen, Ringe, Körper und Vektorräume. In den meisten Fällen entspricht die Zielmenge den reellen oder komplexen Zahlen.
- Bei einem Gruppenhomomorphismus {\displaystyle f\colon G\to H} mit einer (additiv geschriebenen) Gruppe {\displaystyle H} nennt man die Nullstellenmenge von {\displaystyle f} auch den Kern {\displaystyle \ker f} von {\displaystyle f}. Das gilt insbesondere auch für solche Gruppen erweiternde algebraische Strukturen wie zum Beispiel Ringe oder Vektorräume als Zielmengen.

## Beispiele
- Die Polynomfunktion {\displaystyle f\colon \mathbb {R} \to \mathbb {R} } mit

{\displaystyle f(x)=x^{2}-1}
besitzt die Nullstellenmenge {\displaystyle N=\{-1,1\}}.
- Die Sinusfunktion {\displaystyle f\colon \mathbb {R} \to \mathbb {R} } mit

{\displaystyle f(x)=\sin(x)}
besitzt die Nullstellenmenge {\displaystyle N=\{\pi k\,|\,k\in \mathbb {Z} \}}.
- Die Funktion {\displaystyle f\colon \mathbb {R} ^{2}\to \mathbb {R} } mit

{\displaystyle f(x,y)=x^{2}+y^{2}-1}
besitzt als Nullstellenmenge den Einheitskreis.

## Varietäten
Ist {\displaystyle K} ein Körper, {\displaystyle K[X_{1},\ldots ,X_{n}]} der Polynomring in n Veränderlichen über {\displaystyle K} und ist {\displaystyle I\subset K[X_{1},\ldots ,X_{n}]} eine Teilmenge, so betrachtet man in der algebraischen Geometrie die Nullstellenmenge von {\displaystyle I}:
{\displaystyle {\mathfrak {V}}(I):=\{(x_{1},\ldots ,x_{n})\in K^{n}|\,f(x_{1},\ldots ,x_{n})=0{\text{ für alle }}f\in I\}}
Man nennt diese die Varietät von {\displaystyle I}.
Dabei handelt es sich um den Durchschnitt der Nullstellenmengen aller Polynomfunktionen {\displaystyle K^{n}\rightarrow K} von Polynomen aus {\displaystyle I}.

## Z-Mengen
Ist {\displaystyle X} ein topologischer Raum, so heißt eine Teilmenge {\displaystyle Y\subset X} eine Z-Menge, falls sie die Nullstellenmenge einer stetigen Funktion {\displaystyle f\colon X\rightarrow \mathbb {R} } ist, also falls {\displaystyle Y=\{x\in X\mid f(x)=0\}} für eine stetige Funktion {\displaystyle f} gilt. Das Z in Z-Menge kommt vom englischen Wort zero für Null her. Da {\displaystyle \{0\}\subset \mathbb {R} } eine abgeschlossene Menge ist und da Urbilder abgeschlossener Mengen unter stetigen Abbildungen wieder abgeschlossen sind, müssen alle Z-Mengen abgeschlossen sein.